# Robert II de Lubin
Robert ou Rupert II de Lüben (polonais: Ruprecht II lubiński) (né vers 1396/1402]– 24 aout 1431, fut prince de  Lubin (allemand: Lüben) et de Chojnów (allemand: Haynau) à partir de  1419/20 jusqu'à sa mort et chevalier de l'ordre de Saint-Jean de Jérusalem en 1422 à sa mort.

## Éléments de biographie
Robert/Rupert est le fils ainé Henri IX, duc de Lubin et de son épouse Anne fille de Przemysław Ier Noszak, duc de Cieszyn.
Après la mort de son père en  1419/1420, Robert/Rupert hérite des duchés de Lubin et de Chojnów. Ses jeunes frères  Venceslas III et Louis III héritent conjointement des duchés d'Oława (Ohlau) et Niemcza comme corégents.
En 1422 Robert/Rupert devient  chevalier de l'ordre de Saint-Jean de Jérusalem à Rhodes pour la Pologne, la Bohême et la Moravie. Après sa mort sans alliance ni postérité les domaines de Robert/Rupert reviennent à son jeune frère survivant Louis II.

## Article lié
- Duché de Silésie

## Sources
- (en) & (de) Peter Truhart, Regents of Nations, K. G Saur Münich, 1984-1988  (ISBN 359810491X), Art. « Liegnitz (Pol. Legnica) + Goldberg », p.  2451-2452 & « Brieg (Pol. Brzeg » p. 2448-2449
- (de) Europäische Stammtafeln Vittorio Klostermann, Gmbh, Francfort-sur-le-Main, 2004  (ISBN 3465032926),  Die Herzoge von Schlesien, in Liegnitz 1352-1596, und in Brieg 1532-1586 des Stammes der Piasten  Volume III Tafel 10.